# García Rodrigues da Fonseca
García Rodrigues da Fonseca (c. 1080-siglo XII) era un noble gallego, señor de Honra de Fonseca.
García era hijo de Rodrigo García, hijo de Garcia Moniz, o Gasco.
Su esposa era Dórida Gonçalves Viegas, hija de don Pinhau Rausendo.
García Rodrígues fue nombrado señor del coto de Leomil por Enrique, conde de Portugal en 1102.
Su hijo Egas García da Fonseca lo sucedió como el II señor del coto de Leomil.